# スーパー・プレゼント (フォーリーブスのアルバム)
『スーパー・プレゼント』は、1972年8月21日に発売された、フォーリーブス初のカバーアルバムである。

## 概要
全曲洋楽カバーで、『恋のマリアンヌ』以外は全て英語詞。 編曲は全て高橋洋一。 布製のシートポスター付き

## 収録曲

### A面
1. YO-YO [2:53]
作詞・作曲：Joe South／編曲：服部克久
2. 母と子の絆 [2:49]
作詞・作曲:Paul Simon／編曲:高橋洋一
3. DON'T LET THE SUN CATCH YOU CRYIN' [3:54]
作詞・作曲：Les Chadwick、Leslie C. Maguire、Fred Marsden、Gerard Marsden　編曲：高橋洋一
4. 僕とフリオと校庭で [2:48]
作詞･作曲: Paul Simon
5. 何かいい事ないか仔猫チャン [2:51]
作詞:DAVID HAL／作曲:BACHARACH BURT F／作品コード:0W0-0952-2
6. 恋のマリアンヌ [2:41] - おりも政夫
作詞･作曲: Terry Gilkyson, Richard Dehr, Frank Miller／訳詞:千家和也／編曲:服部克久

### B面
1. DANCE TO THE MUSIC [2:46]
作詞・作曲：Sylvester Stewart　編曲：服部克久
2. 小さな愛の願い [2:46]
作詞・作曲:Carole King. Toni Stern／編曲:高橋洋一
3. HEY, BIG BROTHER ～ シンプルソングメドレー [3:42] - 江木俊夫
作詞・作曲: Nick Zesses, Dino Fekaris, Sylvester Stewart／編曲:高橋洋一
4. NEVER MY LOVE [3:15] - 青山孝
作詞・作曲：Donald J. Addrisi、Richard P. Addrisi　編曲：高橋洋一
5. HOLD HER TIGHT [3:35] - 北公次
作詞・作曲:Alan Osmond, Merril Osmond, Wayne Osmond／編曲:高橋洋一
6. I WANT TO TAKE YOU HIGHER - 江木俊夫 [4:19]
作詞・作曲：Sylvester Stewart　編曲：高橋洋一

### CD
1. YO-YO
2. 母と子の絆
3. DON'T LET THE SUN CATCH YOU CRYIN'
4. 僕とフリオと校庭で
5. 何かいい事ないか仔猫チャン
6. 恋のマリアンヌ
7. DANCE TO THE MUSIC
8. 小さな愛の願い
9. HEY, BIG BROTHER ～ シンプルソングメドレー
10. NEVER MY LOVE
11. HOLD HER TIGHT
12. I WANT TO TAKE YOU HIGHER